# Pacemaker
En pacemaker er et apparat, der ved udsendelse af elektriske stød kan påvirke hjerteaktionen. En udvendig pacemaker giver stød gennem brystvæggen og bruges til at igangsætte et standset hjerte. En indvendig pacemaker er opereret ind i huden, f.eks. i bugvæggen og forbindes gennem elektroder med hjertet. Pacemakeren drives af batterier og anvendes til at øge en sygeligt langsom puls. En ICD (Implanterbar Cardioverter Defibrillator) er en avanceret pacemaker, der kan behandle hjertestop og livstruende anfald af hurtig hjerterytme fra hjertekamrene ved at afgive stød på hjertet.
Pacemakeren består af en pulsgenerator og en paceelektrode, som forbinder pulsgeneratoreren med hjertemuskulaturen. Pulsgeneratoren placeres under huden i brystet og paceelektroden føres til hjertet via en vene.